# کوه لیکابتوس

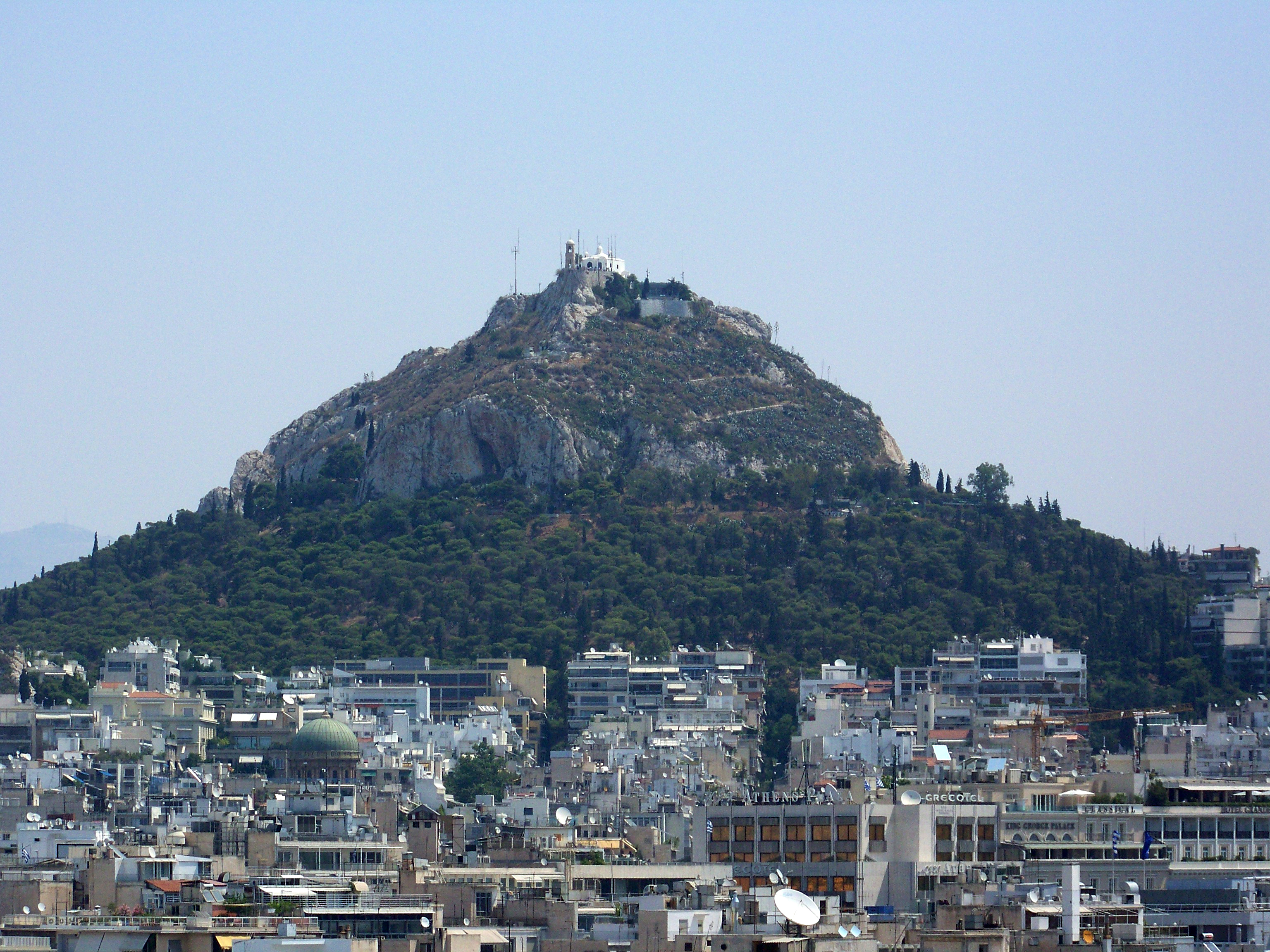
کوه لیکابتوس، آتن

کوه لیکابتوس یا در یونانی لیکاویتوس (به یونانی: Λυκαβηττός) تپه‌ای سنگ آهکی متعلق به دوران کرتاسه است که در آتن در یونان واقع شده‌است. این تپه در ارتفاع ۲۷۷ متری (۹۰۸ فوتی) بالاتر از سطح دریا قرار داشته و دورادورش را شهر احاطه کرده‌است. این کوه همچنین بلندترین نقطهٔ شهر است. دامنه‌های کوه لیکابتوس پوشیده از درختان کاج است و کلیسای قرن نوزدهمی سنت جرج، یک تئاتر و یک رستوران بر فراز قلهٔ آن ساخته شده‌اند. این تپه یکی از جاذبه‌های گردشگری آتن است و توسط راه‌آهنی صخره‌ای که از پایانهٔ کولانکی تا بالای آن کشیده شده‌است قابل دسترسی می‌باشد.
در افسانه‌های مختلفی به کوه لیکابتوس اشاره شده‌است و معروفترین آنها، بیانگر آن است که این کوه زمانی پناهگاه گرگ‌ها بوده‌است و احتمال داده می‌شود که نام کوه نیز، به معنای یکی (تپه‌ای) که گرگ‌ها بر آن قدم برمی‌دارند، برگرفته از همین داستان باشد. همچنین در اسطوره‌های یونانی، کوه لیکابتوس را به آتنا نسبت داده‌اند و گفته‌اند این کوه زمانی ساخته شد که یکی از کوه‌هایی که آتنا برای ساخت آکروپولیس از پالن حمل می‌کرد پس از بازشدن جعبهٔ حاوی اریختونیوس افتاد.
این تپه همچنین دارای تئاتر فضای باز بزرگی است که در بالای آن واقع شده و بسیاری از کنسرت‌های یونانی و بین‌المللی در آن برگزار شده‌است.

## نگارخانه

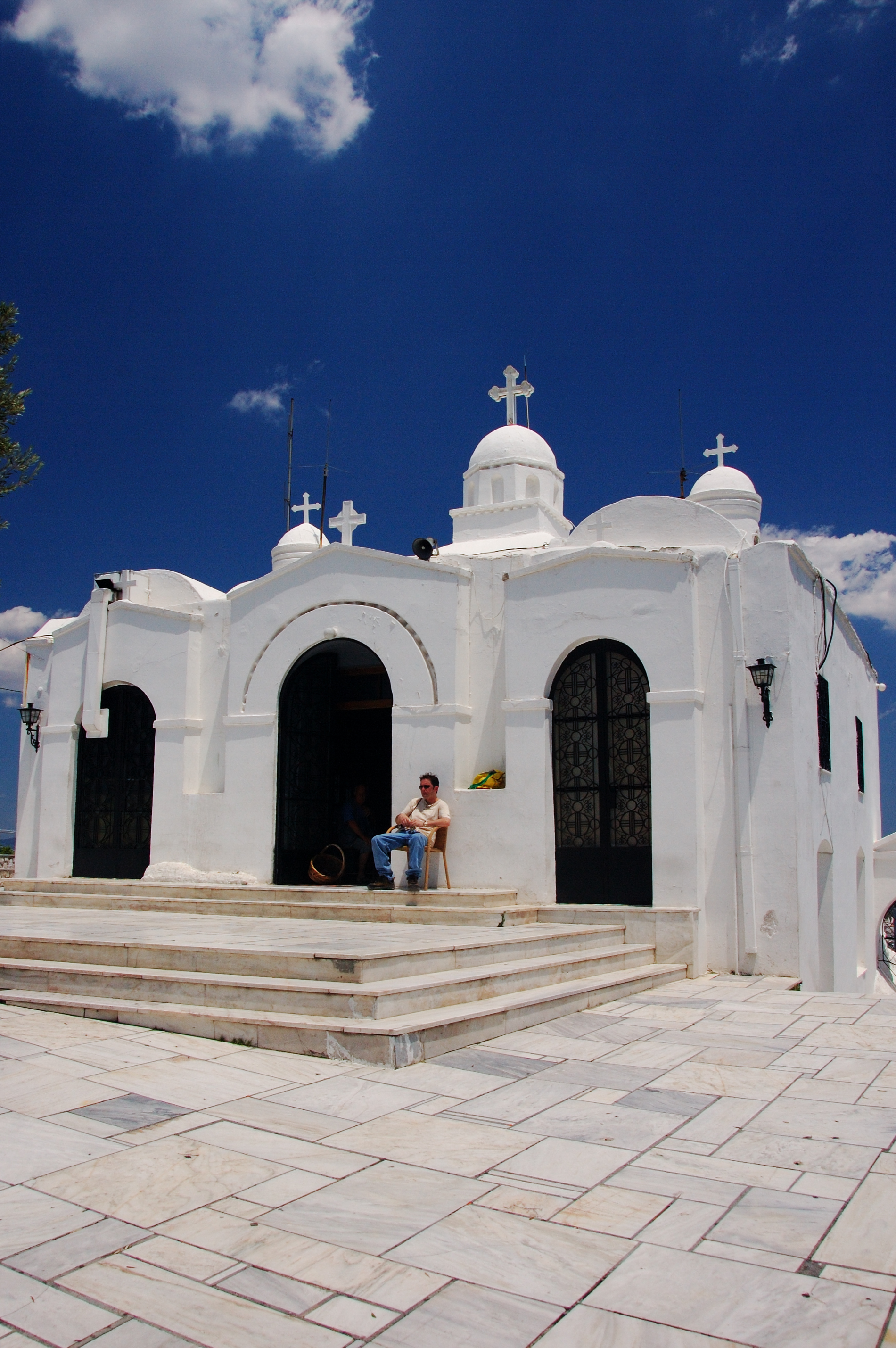
کلیسای جرج مقدس بر فراز قلهٔ کوه
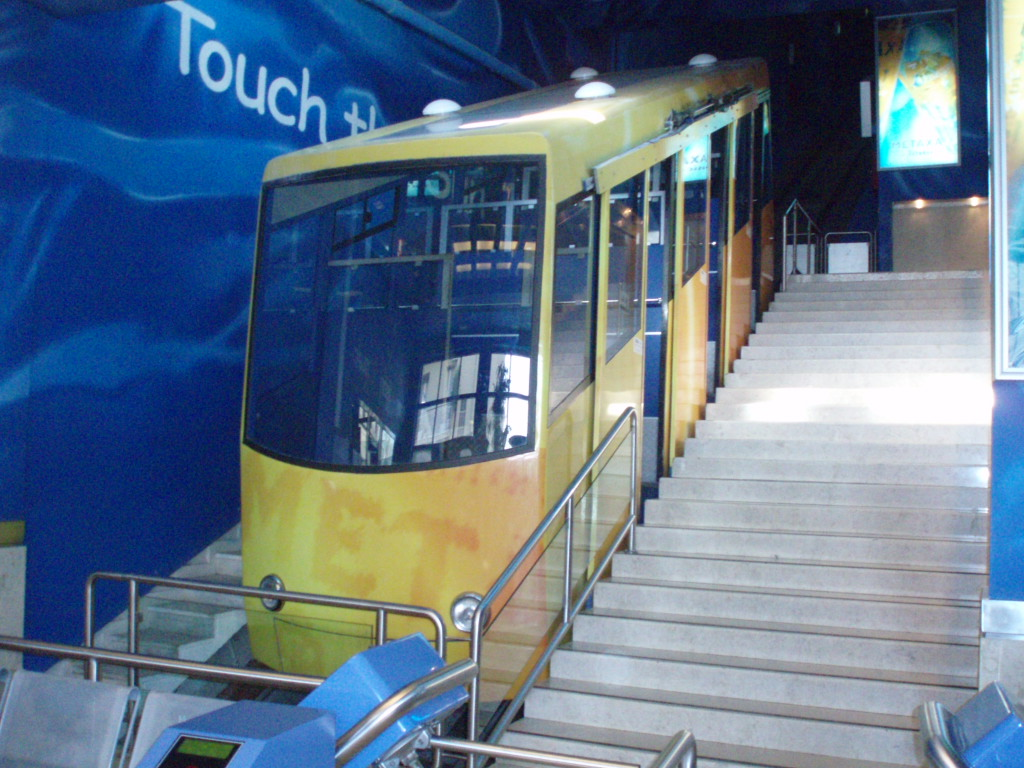
قطاری که به بالای کوه می‌رود
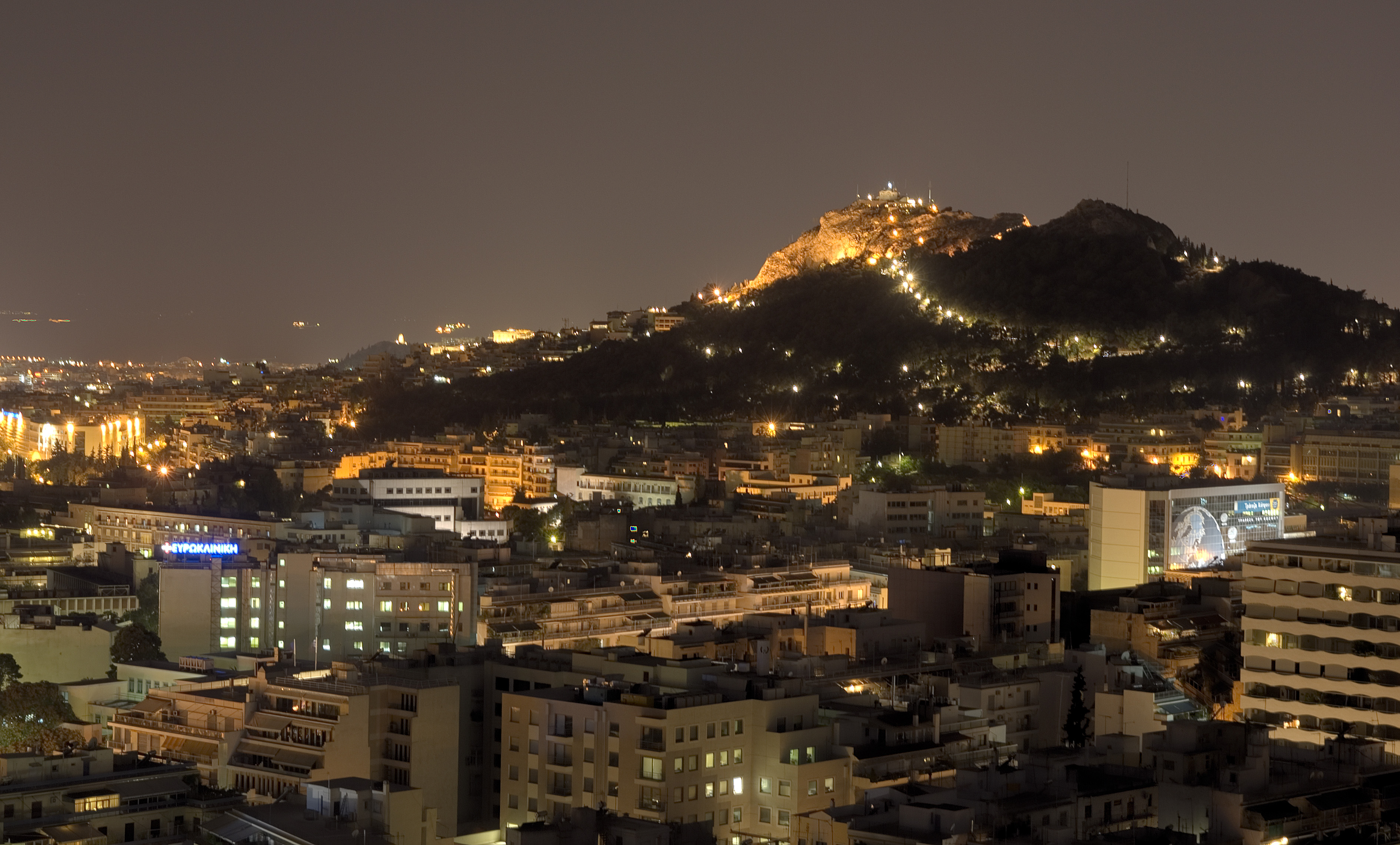
نمایی از کوه و شهر آتن در شب
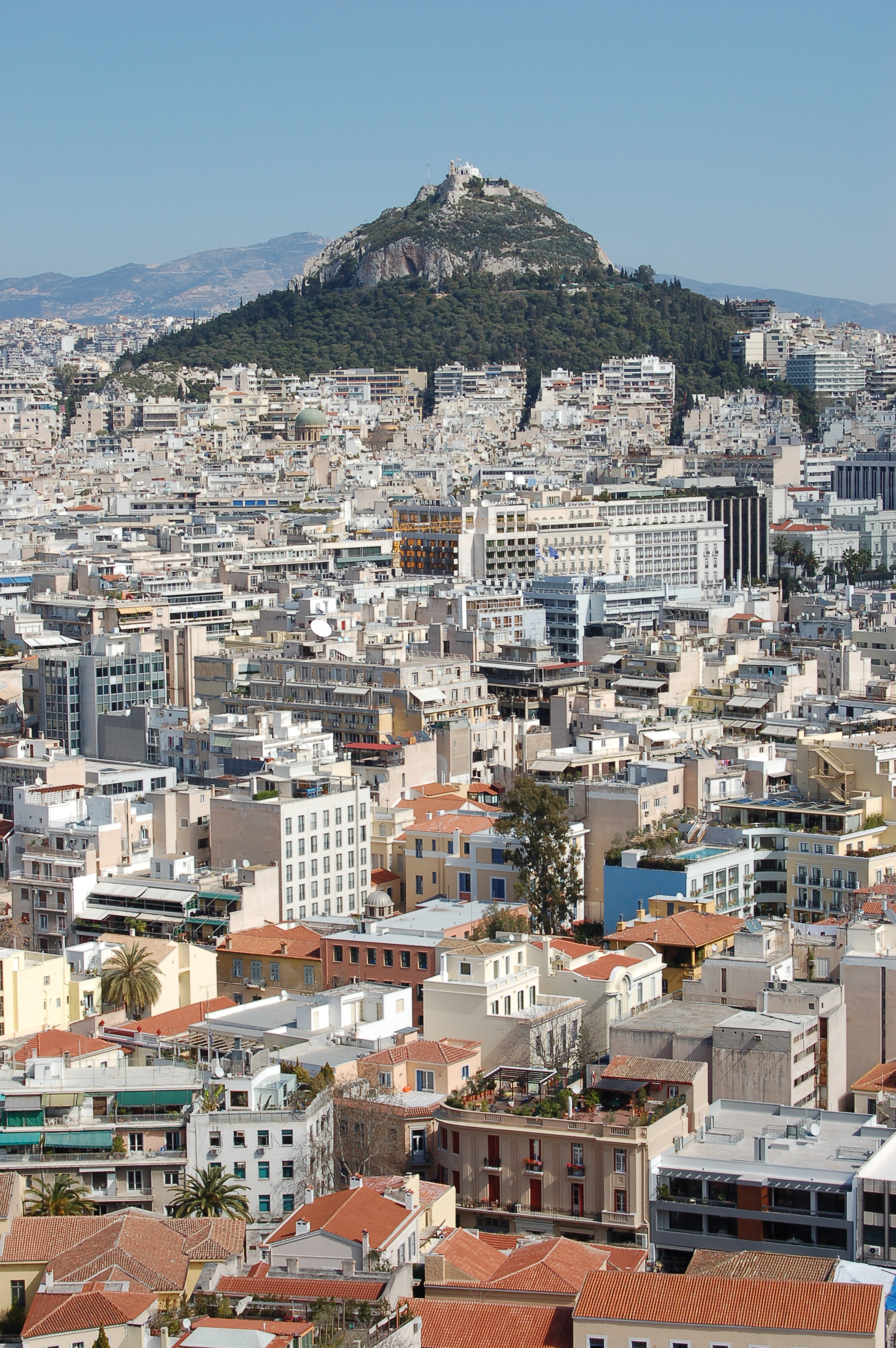
نمایی دیگر از کوه و شهر آتن